# Diradops cardena
Diradops cardena là một loài tò vò trong họ Ichneumonidae.